# قلة (مكيال)
القلة هي الجرة الضخمة. وتقدر القلة ب250 رطلا عراقيا.
- عند الحنفية القلة تساوي 101.56 كيلوغرام.
- وعند الجمهور: 95.625 كيلوغرام.[1]

## المصدر
1. ↑  كتاب حقيقة الدينار والدرهم والصاع والمد لأبي العباس أحمد العزفي السبتي.